# João Cunha (futbolista)
João Tiago Oliveira da Cunha (nascut el 4 de febrer de 1996) és un futbolista portuguès que juga al Felgueiras, com a defensa.

## Carrera futbolística
El 21 de gener de 2015, Cunha va fer el seu debut professional amb el Rio Ave FC en un partit de la Taça da Liga 2014-15 contra l'Académica.

## Personal
El seu pare João Mário va jugar 9 temporades a la Primeira Liga.